# L'Été du grand bonheur
L'Été du grand bonheur est un roman de Georges Coulonges publié en 2000. Il reçut cette même année le Prix des maisons de la presse.

## Résumé
En 1935, Laval expulse des étrangers pour baisser le chômage. Les chevaux étant remplacés par les voitures, à Toulouse, Albert, cocher, est limogé. Il devient chauffeur des Deslandes mais se fait renvoyer pour son socialisme. Sa fille Loulette va dans une auberge de jeunesse à Biscarrosse. Benoite Deslandes la rejoint et découvre qu'Albert est son père. Benoite se tue en voiture. Loulette rentre traumatisée. La mère de Benoite lui donne de l'argent. Elle pense que Benoite s'est suicidée car l'argent ne fait pas le bonheur. Albert va voir Auriol (futur président), maire de Muret, qui l'embauche pour passer des armes en train aux républicains espagnols, et se dit représentant. Loulette s'éprend de Martin et intègre l'EN. La mère de Benoite se suicide au même endroit que sa fille. Martin est mobilisé 5 ans et ils se marient en 1946.